# Квинкватрии
Квинкватрии (лат. Quinquatrus или лат. quinquatria) — в Древнем Риме праздник в честь Марса и, особенно, — Минервы; продолжался с 19 по 23 марта.
Ложно понятое название праздника, означающее собственно пятый день после ид, привело впоследствии к тому, что праздник в честь Минервы справлялся пять дней кряду. В нём принимали участие все, чьи занятия находились под покровительством богини: ученики и учителя, вязальщицы и прядильщицы, всякого рода ремесленники и художники, врачи и поэты.
В июне цех флейтщиц праздновал в честь богини в течение трёх дней малые Квинкватрии (quinquatria minores или quinquatria minusculae).